# Премия Европейской киноакадемии за лучший европейский фильм (выбор зрителей)
Приз зрительских симпатий за лучший европейский фильм (англ. European Film Academy Lux Award) — одна из номинаций Премии Европейской киноакадемии. Впервые она была вручена в 1997 году. Победителя выбирают зрители.

## 1990-е
| Год  | Русское название  | Оригинальное название | Режиссёр         | Страна         |
| ---- | ----------------- | --------------------- | ---------------- | -------------- |
| 1997 | Мужской стриптиз  | The Full Monty        | Питер Каттанео   | Великобритания |
| 1998 | Годзилла          | Godzilla              | Роланд Эммерих   | Германия       |
| 1999 | Всё о моей матери | Todo sobre mi madre   | Педро Альмодовар | Испания        |

## 2000-е
| Год  | Русское название             | Оригинальное название                     | Режиссёр           | Страна         |
| ---- | ---------------------------- | ----------------------------------------- | ------------------ | -------------- |
| 2000 | Танцующая в темноте          | Dancer in the Dark                        | Ларс фон Триер     | Дания          |
| 2001 | Амели                        | Le Fabuleux destin d’Amélie Poulain       | Жан-Пьер Жёне      | Франция        |
| 2002 | Поговори с ней               | Hable con ella                            | Педро Альмодовар   | Испания        |
| 2003 | Гуд бай, Ленин!              | Good bye, Lenin!                          | Вольфганг Беккер   | Германия       |
| 2004 | Головой о стену              | Gegen die Wand                            | Фатих Акин         | Германия       |
| 2005 | Софи Шолль — последние дни   | Sophie Scholl — The Final Days            | Марк Ротемунд      | Германия       |
| 2006 | Возвращение                  | Volver                                    | Педро Альмодовар   | Испания        |
| 2007 | Незнакомка                   | La sconosciuta                            | Джузеппе Торнаторе | Италия         |
| 2008 | Гарри Поттер и Орден Феникса | Harry Potter and the Order of the Phoenix | Дэвид Йейтс        | Великобритания |
| 2009 | Миллионер из трущоб          | Slumdog Millionaire                       | Дэнни Бойл         | Великобритания |

## 2010-е
| Год  | Русское название    | Оригинальное название | Режиссёр            | Страна               |
| ---- | ------------------- | --------------------- | ------------------- | -------------------- |
| 2010 | Господин Никто      | Mr. Nobody            | Жако Ван Дормаль    | Бельгия              |
| 2011 | Король говорит!     | The King’s Speech     | Том Хупер           | Великобритания       |
| 2012 | Приходи как есть    | Come as You Are       | Жоффрей Энтховен    | Бельгия              |
| 2013 | Позолоченная клетка | La Cage dorée         | Рубен Алвес         | Франция · Португалия |
| 2014 | Ида (фильм)         | Ida                   | Павел Павликовский  | Польша               |
| 2015 | Миниатюрный остров  | La isla mínima        | Альберто Родригес   | Испания              |
| 2016 | Тело                | Cialo                 | Малгожата Шумовская | Польша               |